# Powiat szczyrzycki (I Rzeczpospolita)
Powiat Szczyrzycki – historyczna jednostka administracyjna w województwie krakowskim Korony Królestwa Polskiego, funkcjonująca od drugiej połowy XV wieku do pierwszego rozbioru Polski w 1772 roku. Obejmował południową, zawiślańską część powiatu sądowego krakowskiego i pełnił głównie funkcje fiskalne jako tzw. powiat skarbowy.

## Geneza i położenie
Powiat Szczyrzycki został wydzielony z uwagi na rozległość powiatu krakowskiego i trudności w zarządzaniu terenami położonymi na południe od Wisły. Jego nazwa pochodzi od opactwa cysterskiego w Szczyrzycu, będącego ważnym ośrodkiem religijnym i gospodarczym regionu. Jednostka istniała już co najmniej od 1485 roku.

## Funkcje i charakterystyka
W przeciwieństwie do powiatów sądowych, powiat szczyrzycki nie posiadał ośrodka z sądem ziemskim ani miasta powiatowego. Jego podstawowym zadaniem była administracja skarbowa – prowadzenie ewidencji podatkowej i ściąganie danin. Terytorium powiatu było częściowo zbieżne z układem parafialnym, co ułatwiało działania administracyjne.
W latach 1612–1620 nastąpiła próba likwidacji powiatu w ramach ujednolicenia podziału skarbowego i sądowego województwa. Jednak już w 1626 roku przywrócono go w dotychczasowym kształcie. Funkcjonował w tej formie do 1772 roku.

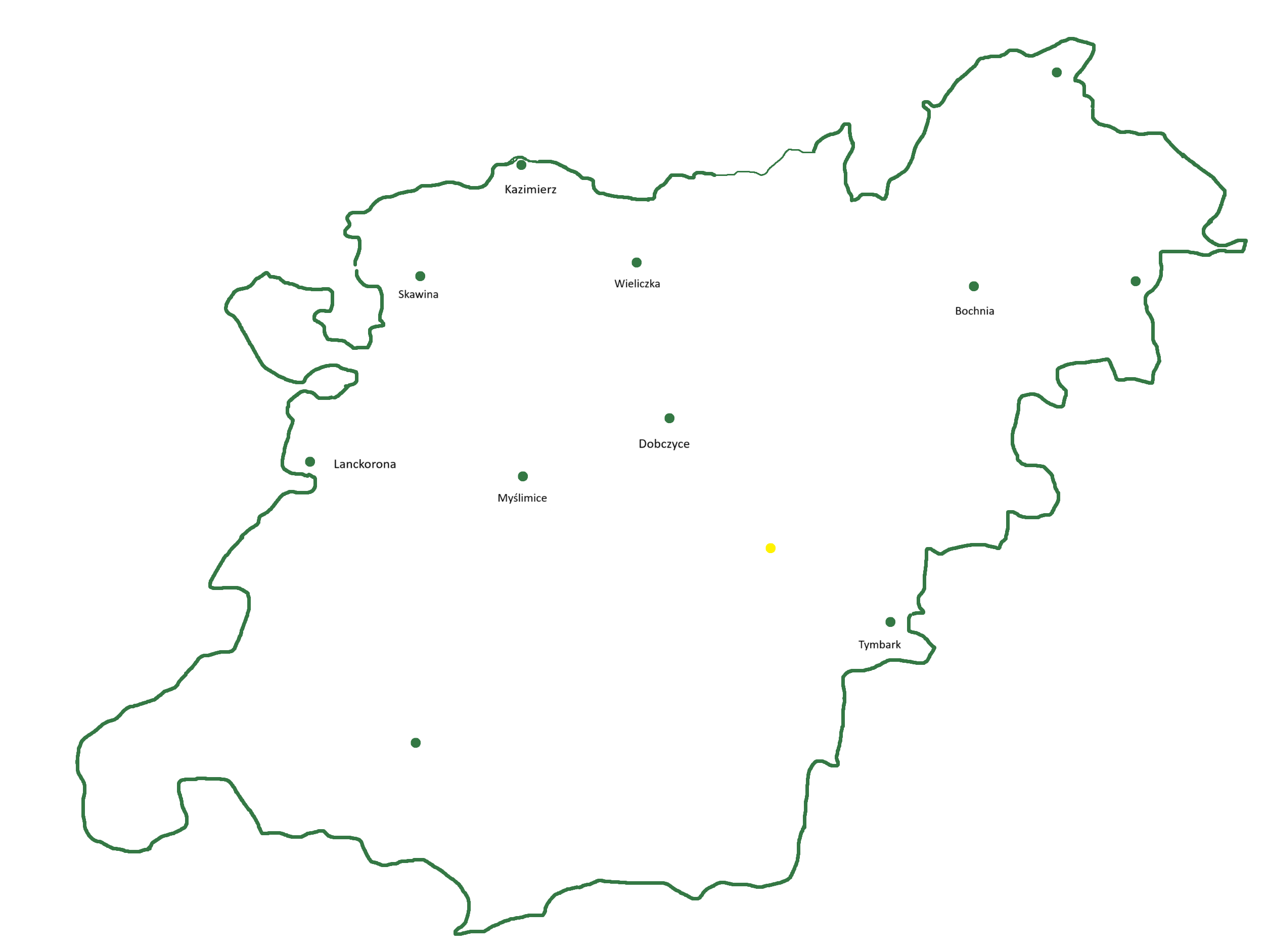
Miasta powiatu szczyrzyckiego

## Statystyki i struktura osadnicza
W drugiej połowie XVI wieku powiat szczyrzycki miał powierzchnię ok. 3394 km², co stanowiło ponad 16% terytorium województwa krakowskiego. Znajdowało się w nim 527 miejscowości, w tym:
- 516 wsi, z czego 50 liczyło ponad 200 mieszkańców,
- 11 miast:
  - 8 królewskich: Bochnia, Dobczyce, Kazimierz, Lanckorona, Myślimice, Tymbark, Uście, Wieliczka,
  - 2 szlacheckie: Brzeżek, Jordanów,
  - 1 duchowne: Skawina.

Gęstość osadnicza wynosiła 15,5 osady na 100 km², co było drugim najwyższym wynikiem w województwie (po powiecie proszowskim – 18,4). Średnia wojewódzka wynosiła 12,9 osady na 100 km².

## Miasta i ludność żydowska
Spośród miast powiatu, pięć (Bochnia, Dobczyce, Kazimierz, Lanckorona, Uście Solne) posiadało znaczące społeczności żydowskie w drugiej połowie XVI wieku. Były to ośrodki handlu, rzemiosła i wymiany regionalnej.

## Infrastruktura obronna
Na terenie powiatu znajdowało się siedem zamków:
- Królewskie: Dobczyce, Lanckorona, Myślimice, Niepołomice, Wieliczka
- Duchowny: Skawina
- Szlachecki: Wiśnicz Wielki (własność Lubomirskich)

Ich obecność świadczy o strategicznym znaczeniu regionu, pełniącego funkcję pogranicza wobec Królestwa Węgierskiego.

## Znaczenie historyczne
Powiat Szczyrzycki stanowił ważny element południowej Małopolski – regionu o wysokiej gęstości zaludnienia, intensywnym rozwoju osadnictwa i dużym znaczeniu fiskalnym. Pomimo braku sądu ziemskiego, jego struktura i funkcjonowanie pokazują złożoność administracji lokalnej Rzeczypospolitej Obojga Narodów.